# Ordina Open 2007
L'Ordina Open 2007 è stato un torneo di tennis giocato sull'erba. 
È stata la 18ª edizione dell'Ordina Open, che fa parte della categoria International Series nell'ambito dell'ATP Tour 2007,
e della Tier III nell'ambito del WTA Tour 2007.
Sia il torneo maschile che quello femminile si sono giocati al Autotron park di Rosmalen, vicino 's-Hertogenbosch nei Paesi Bassi,
dal 18 al 25 giugno 2007.
Ivan Ljubičić ha vinto il titolo del singolare maschile.
Anna Čakvetadze ha vinto il titolo del singolare femminile.

## Campioni

### Singolare maschile
Ivan Ljubičić ha battuto in finale  Peter Wessels con il punteggio di 7–6(5), 4–6, 7–6(4)

### Singolare femminile
Anna Čakvetadze ha battuto in finale  Jelena Janković con il punteggio di 7–6(2), 3–6, 6–3

### Doppio maschile
Jeff Coetzee /  Rogier Wassen hanno battuto in finale  Martin Damm /  Leander Paes con il punteggio di 3–6, 7–6(5), [12-10]

### Doppio femminile
Chan Yung-Jan /  Chuang Chia-jung hanno battuto in finale  Anabel Medina Garrigues /  Virginia Ruano Pascual con il punteggio di 7–5, 6–2